# مارك كريسبين ميلر
مارك كريسبين ميلر (بالإنجليزية: Mark Crispin Miller)‏ هو صحفي أمريكي، ولد في 6 نوفمبر 1949 في شيكاغو في الولايات المتحدة.

## وصلات خارجية
- مارك ميلر على موقع IMDb (الإنجليزية)
- مارك ميلر على موقع قاعدة بيانات الفيلم (الإنجليزية)